# Institut Jeanne d'Arc

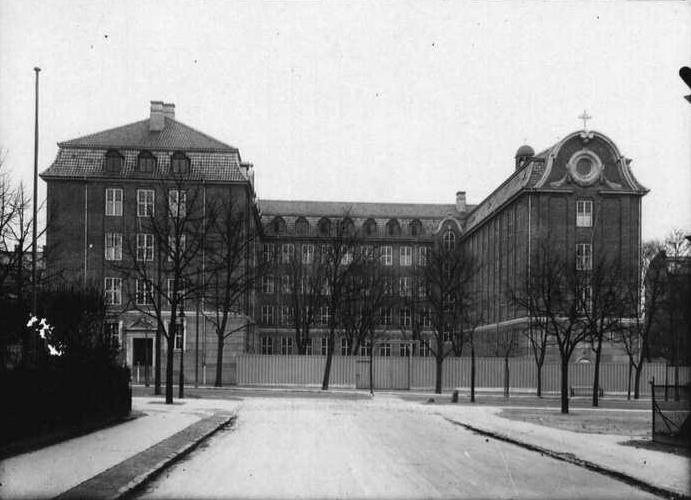
L'institut Jeanne d'Arc, photographié en 1924.

L'Institut Jeanne d'Arc, également appelé Den Franske Skole (« l'école française » en danois), est une école catholique romaine de langue française située au 74 Allé Frederiksberg  dans le quartier Frederiksberg, dans le centre de Copenhague au Danemark. Créé en 1924, il a été bombardé par la Royal Air Force le 21 mars 1945 lors de l'opération Carthage, lorsque les pilotes prennent l'école pour leur véritable cible. Le bombardement tue 86 enfants et 18 adultes.

## Histoire
Conçue par l'architecte danois Christian Mandrup-Poulsen (1865–1952), l'école est créée le 1er août 1924 par les sœurs de Saint-Joseph arrivées au Danemark en 1856. Elles avaient déjà créé une autre école, l'Institut Sankt Joseph, dans le quartier Østerbro de Copenhague en 1858. Le bâtiment en briques rouges à trois ailes, composé de quatre étages et d'une mansarde, abrite 29 salles de classe.

## Bombardement

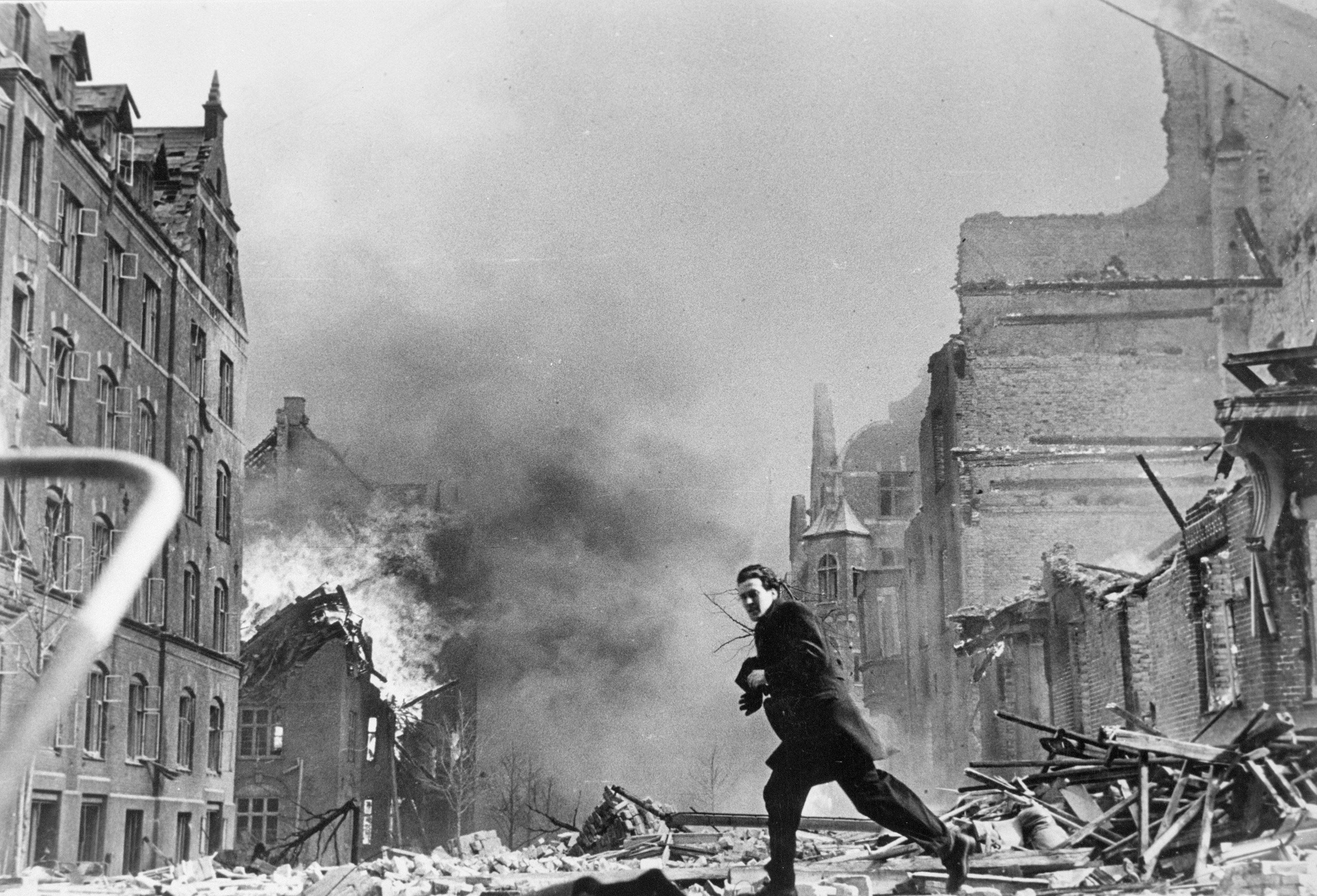
L'institut Jeanne d'Arc en flammes après le bombardement allié s'étant trompé de cible, 21 mai 1945.

Le 21 mars 1945, en réponse à une demande de la résistance danoise portant sur la destruction du quartier général de la Gestapo de Copenhague, 20 de Havilland Mosquito de la Royal Air Force partent pour Copenhague pour une mission appelée opération Carthage. La cible était Shellhuset (The Shell House) situé rue Kampmannsgade dans le centre-ville qui abritait la Gestapo.
L'un des Mosquitos de la première des trois vagues heurte un grand lampadaire, le faisant s'écraser dans un garage près de l'école. Deux des Mosquitos de la deuxième vague prennent le feu qui s'ensuit comme cible et larguent leurs bombes sur l'école française, tuant 86 enfants et 16 adultes et blessant 67 enfants et 35 adultes.

## Conséquences

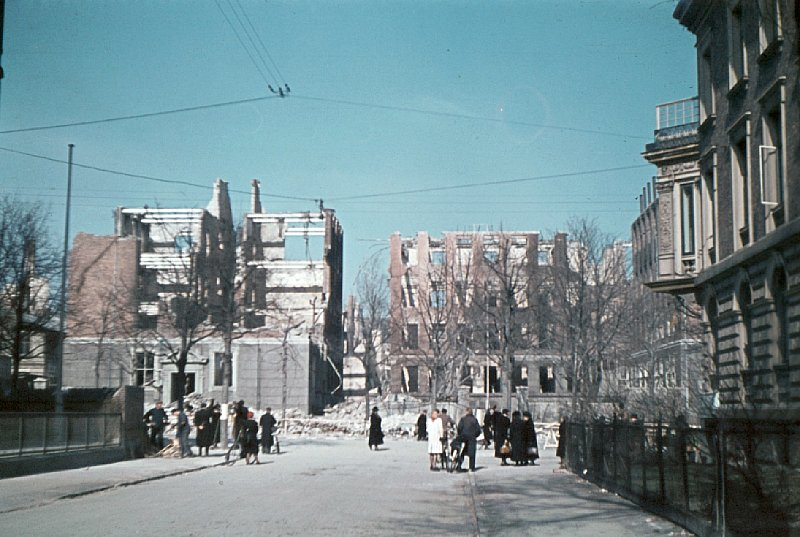
Les ruines de l'école après le bombardement en mars 1945.

L'école est détruite par les bombardements et les bâtiments restants sont ensuite démolis. Aujourd'hui[Quand ?], six immeubles d'habitation se dressent sur le site. Les élèves restantes sont transférées à l'Institut Sankt Joseph qui est ensuite été agrandi. En 1953, un monument créé par Max Andersen (1892-1972) est érigé sur le site.

## Filmographie
La destruction de l'institut Jeanne d'Arc et les opérations de secours sont filmées pour les actualités cinématographiques allemandes.
Le film Et le ciel s'assombrit du réalisateur danois Ole Bornedal, sorti en 2021 au Danemark puis en 2022 sur Netflix, raconte le bombardement de l'Institut Jeanne d'Arc à Copenhague (Danemark),.